# ایزوبورنیل سیکلوهگزانول
ایزوبورنیل سیکلوهگزانول (به انگلیسی: Isobornyl cyclohexanol) یک ترکیب شیمیایی با شناسه پاب‌کم ۱۰۳۰۰۵ است. شکل ظاهری این ترکیب، مایع بی‌رنگ زرد کمرنگ چسبناک است.